# Ујгури
Ујгури (ујг. ئۇيغۇرلار, уйғурлар, кин: 维吾尔; пин: Wéiwú'ěr) су туркијски народ, који претежно живи у Кини, односно у аутономном региону Синкјанг, у којој чини релативну етничку већину од 45%. Ујгури су већином исламске вероисповести, а говоре ујгурским језиком, који спада у туркијску породицу језика хипотетичке алтајске макро-породице језика. Ујгура укупно има око 8.852.000, од тога у Кини 8.569.000, а у Казахстану 232.000.
Ујгури су традиционално насељавали низ оаза раштрканих по пустињи Такламакан унутар Таримског басена. Ове оазе су историјски постојале као независне државе или су биле под контролом многих цивилизација, укључујући Кину, Монголе, Тибетанце и разне туркијске државе. Ујгури су постепено почели да се исламизују у 10. веку, а већина Ујгура је идентификована као муслимани до 16. века. Ислам је од тада играо важну улогу у култури и идентитету Ујгура.
Процењује се да 80% Ујгура у Синђангу и даље живи у басену Тарим. Остатак Ујгура из инђанга углавном живи у Урумчију, главном граду Синђанга, који се налази у историјској области Џунгарија. Највећа заједница Ујгура која живи изван Синђанга су таојуенски Ујгури из округа Таојуен северно-централног Хунана. Значајне дијаспорске заједнице Ујгура постоје у другим туркијским земљама као што су Казахстан, Киргистан, Узбекистан и Турска. Мање заједнице живе у Саудијској Арабији, Јордану, Аустралији, Русији и Шведској.
Од 2014. године разне организације, као што је Чувар људских права, оптужују Kинеску владу да је Ујгуре који живе у Синђангу подвргавала широко распрострањеном прогону, укључујући присилну стерилизацију и принудни рад. Научници процењују да је најмање милион Ујгура било произвољно заточено у логорима за интернирање у Синђангу од 2017. Званичници кинеске владе тврде да ови логори, створени под администрацијом генералног секретара КПК Си Ђинпинга, служе циљевима обезбеђивања придржавања идеологије Комунистичке партије Кине (КПК), спречавања сепаратизма, борбе против тероризма и пружања стручног образовања Ујгурима. Различити научници, организације за људска права и владе сматрају да злостављања почињена против Ујгура представљају злочине против човечности, или чак геноцид.

## Идентитет
Током своје историје, термин Ујгур је имао све шире дефиницију. У почетку је означавао само малу коалицију племена Тиеле у северној Кини, Монголији и планинама Алтај, касније је означавао држављанство у Ујгурском каганату. Коначно, проширен је у етничку припадност чије порекло потиче од пада Ујгурског каганата 842. године, што је изазвало миграцију Ујгура из Монголије у басен Тарим. Ујгури који су се доселили у Таримски басен помешали су се са локалним Тохарима, прешли у тохарску религију, и усвојили њихову културу пољопривреде у оази. Флуидна дефиниција Ујгура и разнолико порекло модерних Ујгура ствара конфузију у погледу тога шта чини праву ујгурску етнографију и етногенезу. Данашњи научници сматрају да су савремени Ујгури потомци бројних народа, укључујући древне Ујгуре из Монголије који су мигрирали у Таримски басен након пада Ујгурског каганата, иранског племена Сака и других индоевропских народа који су насељавали Таримски басен пре доласка туркијских Ујгура.
Ујгурски активисти идентификују се са таримским мумијама, остацима древног народа који насељава регион, али истраживање генетике древних мумија Тарима и њихових веза са модерним Ујгурима остаје проблематично, како за званичнике кинеске владе који се баве етничким сепаратизмом, тако и за ујгурске активисте који се баве истраживање би могло да утиче на њихову аутохтону тврдњу.
Геномска студија објављена 2021. године открила је да су ове ране мумије имале високе ступњеве древног северноевроазијског порекла (ANE, око 72%), са мањом примесом из древних североисточних Азијаца (ANA, око 28%), али без уочљивог порекла везаног за западну степу. Они су формирали генетски изоловану локалну популацију која је „усвојила суседне сточарске и пољопривредне праксе, што им је омогућило да се настањују и напредују дуж променљивих речних оаза пустиње Такламакан.“ Дуго се сумњало да су ове мумифициране индивидуе биле „прототохарски говорећи пасторалисти“, преци Тохараца, али аутори ове студије нису пронашли генетску везу са мигрантима који говоре индоевропски, посебно са културом Афанасиево или BMAC cultures.

### Порекло модерне номенклатуре
Ујгури су народ који су стари руски путници звали „Сарт“ (генерално име које су користили за седентарно становништво Централне Азије који говоре туркијски), док су их западни путници звали Турци, у знак признања њиховог језика. Кинези су их звали „Чантоу“ („Главе са турбаном“), али је овај израз одбачен јер се сматра погрдним, и Кинези их, користећи сопствени изговор, сада звали Вејвуерх. Заправо, вековима није постојало 'национално' име за њих; људи су се идентификовали са оазом из које су дошли, као што су Кашгар или Турфан.— Owen Lattimore. Lattimore, Owen (јун 1973). „Return to China's Northern Frontier.”. The Geographical Journal. 139 (2): 233. Bibcode:1973GeogJ.139..233L. JSTOR 1796091. doi:10.2307/1796091.,
Термин „Ујгури“ није коришћен за означавање одређене постојеће етничке припадности у 19. веку: односио се на 'древни народ'. Енциклопедија с краја 19. века под насловом Циклопедија Индије и источне и јужне Азије наводи да су „Ујгури најстарије туркијско племена и раније су насељавали део кинеске Тартарије (Синђанг), који сада заузима мешовито туркијско становништво, Монголи и Калмици“. Пре 1921/1934, западни писци су муслимане оаза који су говорили туркијски називали „Турци“, а туркијски муслимани који су мигрирали из Таримског басена у Или, Урумћи и Џунгарију у северном делу Синђијанга за време династије Ћинг били су познати као „Таранчи", што значи "пољопривредник". Руси и други странци су их називали „Сарт“, „Туркијци“ или „Турци“. Почетком 20. века, они су се идентификовали различитим именима код различитих народа и као одговор на различите питања: они су себе називали Сартима испред Казахстанаца и Киргиза, док су себе називали „Чантоу” ако су их питали о њиховом идентитету након што су се први пут идентификовали као муслимани. Термин „Чантоу“ (што значи „турбанска глава“) коришћен је да се односи на туркијске муслимане Алтишахра (сада јужни Синђанг), укључујући народ Хуеј (Тунган). Ове групе народа се често идентификују по својој оази порекла уместо по етничкој припадности; на пример, они из Кашгара се могу називати Кашгарлицима или Кашгарима, док се они из Хотана називају „Хотани“. Други становници Централне Азије су некада све становнике јужних оаза Синђанга називали Кашгарима, израз који се још увек користи у неким регионима Пакистана. Овај туркијски народ је такође користио „Мусулман”, што значи „Муслиман”, да опише себе.
Рајан Там је истраживао концепте идентитета међу прецима модерних Ујгура у Алтишахру (домаће ујгурско име за источни Туркестан или јужни Синђанг) пре усвајања имена „Ујгури“ током 1930-их, позивајући се на њих под именом „Алтишахри“ у свом чланку Модуларна историја: Одржавање идентитета пре ујгурског национализма. Тум је указао на то да су алтишахријски Туркијци имали осећај да су они били посебна група одвојена од туркијских Андијана на њиховом западу, номадских туркијских Киргиза, номадских монголских Калмака и Хан кинеских Китаја пре него што су постали познати као Ујгури. За њихов идентитет није било јединственог имена; различита аутохтона алтишахриска имена су коришћена за идентификацију: Алтишахрлија (алтишахријска особа), Јерлија (локално), Туркијац и Мусулман (Муслиман); израз Мусулман у овој ситуацији није означавао верске конотације, јер Алтишахрије искључују друге муслиманске народе као што су Киргизи док се идентификују као Мусулман. Др Лора Џеј Њуби каже да су седентарне туркијске Алтишахрије сматрале себе одвојеним од других туркијских муслимана најмање од 19. века.
Назив „Ујгур” се поново појавио након што је Совјетски Савез узео етноним из 9. века од Ујгурског каганата, а затим га поново применио на све неномадске туркијске муслимане Синђанга. То су пратили западноевропске оријенталисти попут Јулија Клапрота у 19. веку који су оживели име и проширили употребу тог термина на локалне туркијске интелектуалце и предлог руских историчара из 19. века да су савремени Ујгури потомци Краљевине Кочо и Караханидског каната формираних након распада Ујгурског каганата. Историчари се углавном слажу да је усвајање термина „Ујгур“ засновано на одлуци са конференције одржане 1921. у Ташкенту, којој су присуствовали туркијски муслимани из Таримског басена (Синђанг). Тамо су они изабрали „Ујгур” као назив своје етничке припадности, иако сами примећују да их не треба мешати са Ујгурским царством у средњовековној историји. Према Линди Бенсон, Совјети и њихов клијент Шенг Шицај намеравали су да поспешују ујгурску националност како би поделили муслиманско становништво Синђанга, док су различити туркијски муслимански народи преферирали да се идентификују као „Турци“, „Источни Туркестанци“ или „Муслимани“.
С друге стране, владајући режим Кине у то време, Куоминтанг, груписао је све муслимане, укључујући туркијско говорећи народ Синђанга, у „националност Хуеј“. Династија Ћинг и Куоминтанг су генерално називали седентарне туркијске муслимане Синђанга који живе у оазама као „Хуеј са турбаном“ да би их разликовали од других претежно муслиманских етничких група у Кини. Током 1930-их, страни путници у Синђангу, као што су Џорџ В. Хантер, Питер Флеминг, Ела Мејлар и Свен Хедин, називали су туркијске муслимане у том региону у својим књигама „Турцима“. Употреба термина Ујгур је била непозната у Синђангу све до 1934. Гувернер области Шенг Шицај је дошао на власт, усвојивши совјетску етнографску класификацију уместо Куоминтанговске и постао је први који је објавио званичну употребу термина „Ујгур” за опис туркијских муслимани Синђанга. „Ујгур” је заменио „крпену главу”.
Туркијски интелектуалци као што су пантуркистички Џадиди и активисти за независност Источног Туркестана Мухамед Амин Бугра (Мехмет Емин) и Масуд Сабри критиковали су и одбацили Шенг Шицајево увођење назива „Ујгур“ за туркијски народ у Синђангу. Тражили су да се називи „Турк” или „Турци” користе уместо њих као етноними за њихов народ. Масуд Сабри је сматрао народ Хуеј као муслиманске Хан Кинезе и одвојене од свог народа, док је Бугра критиковао Шенга због његовог одређивања туркијских муслимана у различите етничке групе што би могло да сеје нејединство међу туркијским муслиманима. Након победе комуниста, Комунистичка партија Кине под председавајућим Мао Цедунгом наставила је совјетску класификацију, користећи термин „Ујгури“ да опише модерну етничку припадност.
У тренутној употреби, Ујгур се односи на насељене урбане становнике који говоре туркијски језик и фармере у басену Тарим и Илију који следе традиционалне седентарне обичаје Централне Азије, за разлику од номадског туркијског становништва у Централној Азији. Међутим, агенти кинеске владе означавају као „Ујгуре” одређене народе са значајно различитим историјама и прецима од главне групе. То укључује Лопликс округа Жуоћанг и народ Долан, за који се сматра да је ближи Ојратским Монголима и Киргизима. Употреба термина Ујгур довела је до анахронизама при описивању историје народа. У једној од својих књига Џејмс Милворд намерно није употребио термин Ујгур.
Друга етничка припадност, западни Југури из Гансуа, идентификују се као „Жути Ујгури“ (Сарик Ујгури). Неки научници кажу да су култура, језик и религија Југура ближи оригиналној култури изворне ујгурске државе Каракорум него што је то култура модерног ујгурског народа Синђанга. Лингвиста и етнограф С. Роберт Ремзи залаже се за укључивање и источних и западних Југура и Салара као подгрупа Ујгура на основу сличних историјских корена за Југуре и перципираних лингвистичких сличности за Саларе.
Неки Ујгури користе назив „Туркистани“ као алтернативни етноним. На пример, ујгурска дијаспора у Арабији, усвојила је идентитет „Туркистанац“. Неки Ујгури у Саудијској Арабији усвојили су арабијску нисбу свог родног града, као што је „Ал-Кашгари“ из Кашгара. Породица Ујгура Хамзе Кашгарија, рођеног у Саудијској Арабији, потиче из Кашгара.

## Напомена
1. ↑  Термин „Туркијац“ је генеричка ознака коју су користили припадници многих етничких група у совјетској централној Азији. Често је одлучујући фактор за класификацију појединаца који су припадали туркијским националностима у совјетским пописима било мање како су се људи називали по националности, него који језик су тврдили да им је матерњи. Тако су људи који су себе називали „Туркијцима“, али су говорили узбечки, у совјетским пописима класификовани као Узбеци по националности.[56]
2. ↑  Ово је у контрасту са народом Хуеј, који Кинези називају Хуејхуеј или „Хуеј“ (Муслимани) и народом Салар, који Кинези називају „Сала Хуеј“ (Саларски муслимани). Употреба израза „Чантоу Хуеј“ сматрана је понижавајућим увредом.[81]